# Johann Christoph von Ponickau
Johann Christoph von Ponickau (21 mars 1652 - 31 octobre 1726 à Pomssen) était Conseiller de la cour royale polonaise et saxonne, chambellan et capitaine de la collégiale de Wurzen. Il possédait de nombreux domaines dont le château et le manoir de Pomssen près de Leipzig.
Le 6 février 1727 eut lieu dans l'église de Pomssen un service commémoratif pour Johann Christoph von Ponickau à l'occasion duquel Johann Sebastian Bach écrivit la cantate Ich lasse dich nicht, du segnest mich denn (BWV 157) dont le défunt avait préalablement choisi le texte.
Ponickau était marié à Elisabeth Eléonore Bernstein. Une fille, Johanne Eléonore Caroline, épousa le Grand Maréchal déchu Friedrich Carl von Poellnitz le 14 décembre 1727 à Altenburg.